# Plan «Informatique pour tous»
El llamado Plan "Informatique pour tous" (IPT, en español: Plan "Informática para todos") fue un programa del gobierno francés que pretendía iniciar a los once millones de alumnos del país en el uso de la herramienta informática, y de paso sostener y desarrollar la industria nacional. Este programa o plan tuvo como antecedentes varias experiencias de introducción y uso de la informática en la enseñanza secundaria, desarrolladas fundamentalmente a partir del año 1971.
El referido plan IPT fue presentado en forma pública el viernes 25 de enero de 1985, por Laurent Fabius, entonces primer ministro. A través de esta iniciativa, se pretendía que a partir de septiembre de 1985, más de 120 000 máquinas fueran instaladas en unos 50 000 establecimientos escolares, para así asegurar la formación de los alumnos, al mismo tiempo que la de unos 110 000 profesores. El costo de este plan fue evaluado en unos 1800 millones de francos de la época, entre los que se contaba unos 1500 millones de francos para las máquinas.

## Descripción
La selección de las industrias que participarían en el proyecto fue confiada a Gilbert Trigano, cofundador del Club Méditerranée, quien eligió sociedades francesas tales como: Exelvision, Léanord, SMT Goupil, Thomson, Bull, LogAbax, etc. Esta selección fue más política que técnica, ya que uno de los gestores del plan, Jean-Jacques Servan-Schreiber, había señalado su preferencia por los equipos Apple II, y si ello se hubiera concretado, Apple habría instalado su unidad de fabricación en Francia y no en Irlanda. Pero claro, la elección recayó en Thomson, una empresa nacionalizada y en dificultades.
El plan Informatique pour tous impuso el llamado nanoréseau o minired (una red de máquinas de tamaño más bien modesto, de hasta 32 puestos de trabajo, ocupados por minimáquinas del tipo Thomson MO5, Thomson TO7/70, o Thomson MO5NR, y un servidor que con frecuencia fue un Bull Micral 30, o eventualmente también un Goupil 3, o un Léanord SIL'Z 16, o un Olivetti Persona 1600, o un CSEE 150. El sistema disponía de lectores de disquetes de 5¼ pulgadas, que daban servicio al sistema operativo MS-DOS versión 2.11 así como a las propias máquinas Thomson; también se tenía una impresora compartida.
Una versión ulterior (NR33) permitió utilizar un disco duro en donde residía la totalidad del sistema operativo, lo que por cierto aportaba una ventaja notoria en la medida que permitía poner operativa a la red en un tiempo mucho más corto.

## Crítica
Pronto el plan recibió variadas críticas.
Véase que el plan Informatique pour tous se apoyaba en una minired, que como cabeza tuvo las primeras máquinas PC de 16 bits de Bull Micral, lo que llegó a funcionar bastante bien tanto en la parte computacional como pedagógica. Desafortunadamente, la elección de las terminales de 8 bits MO5 de Thomson fue una verdadera catástrofe, pues se pretendía soportar tanto el lenguaje de programación llamado LSE (Langage Symbolique pour l'Enseignement) como el minitel, y entre otras cosas el lápiz óptico que se utilizaba no resistía por mucho tiempo.
Las críticas también alcanzaron a la propia formación de los profesores y a la orientación general de la enseñanza. En efecto, el acento fue puesto en la enseñanza de la programación informática, en detrimento del uso de aplicaciones pedagógicas.
Esta experiencia de introducción de la informática en la enseñanza es hoy día considerada como un fracaso casi rotundo, si bien uno de los pocos puntos positivos que tuvo fue el de permitir que alumnos y profesores tuvieran un primer acercamiento con la computación (recuérdese que en ese entonces, las computadoras en los hogares eran casi inexistentes), en lo concerniente a la programación BASIC o al uso del lenguaje Logo. En lo concerniente a los periféricos, los más usados fueron el teclado y el lápiz óptico, ya que el ratón fue desarrollado un poco después, funcionando en equipos estadounidenses Apple Lisa y Macintosh, muy costosos como para utilizarlos masivamente en la enseñanza.